# ムレシュ川
ムレシュ川 （ルーマニア語: Mureş、ハンガリー語: Maros マロシュ、ラテン語: Marisus、クロアチア語: Moriš、ドイツ語: Mieresch / Marosch / Muresch、セルビア語: Мориш / Муреш）は、東ヨーロッパを流れる川。東カルパチア山脈のジュルジェウ山系から発し、ハンガリー南東部のセゲドでティサ川に合流する。
ムレシュ川は、ルーマニア国内でハルギタ県、ムレシュ県、アルバ県、フネドアラ県、アラド県、そしてハンガリーではチョングラード県を流れる。流域最大の都市は、トゥルグ・ムレシュ、アラド、セゲドである。
ムレシュ川は古代にはマリスス川（Marisus）として知られていた。トランシルヴァニア・ザクセン人のいたトランシルヴァニア、そしてハプスブルク家支配時代には、ミーレシュ川またはマロシュ川と呼ばれた。中世、塩の交易が行われ、川を筏が行き来していた。ハンガリーへ入るとマロシュ川と呼ばれ、50kmの川となる。
ルーマニア域内のアラドより下流部からハンガリー国境までの氾濫原には森林や草地などの多種多様な生態系があり、2006年にラムサール条約登録地となった。ハンガリー域内の流域の一部である北側28.5 km²は、ケレシュ＝マロシュ国立公園として保護区となっている。またマロシュ氾濫原保護区は、広い森、氾濫原の植物、セゲド近郊0.6 km²の森林保護区からなっている。

## 参照
- Administraţia Naţională Apelor Române - Cadastrul Apelor - Bucureşti
- Institutul de Meteorologie şi Hidrologie - Rîurile României - Bucureşti 1971